# Грузинская слобода
Грузи́нская слобода́ (Грузи́ны) — историческое поселение в Москве. Исчезло в XIX веке.

## История
В XIV веке владение принадлежало князю Владимиру Серпуховскому. После него земли перешли под контроль Новинскому монастырю.
В XVII веке на территории образовалось село Воскресенское. Здесь царь Фёдор Алексеевич соорудил летнюю резиденцию. Его привлекли местные пруды, на которых он часто катался. Один из прудов находился на месте нынешнего Московского Зоопарка и продолжает существовать. В 1658 году на этой земле появились первые грузины. Это произошло когда царь Теймураз I получил помощь от царя Алексея Михайловича во время битвы с соседями.
В XVIII веке Пётр I продал эти земли. В 1729 году они достались грузинскому царю Вахтангу VI, в качестве подарка. Приехавшие сюда грузины приобрели много преимуществ. Они образовали здесь Грузинскую слободу. Пётр II выделил для развития Грузинской слободы 10 тысяч рублей. После чего они построили здесь Грузинский дворец. В слободе обитала грузинская династия Багратионов.
В 1812 году слобода почти не пострадала от пожара. В середине XIX века территория перешла к князьям Одоевским. Тогда Грузинская слобода и прекратила своё существование. Вместо неё остались: Грузинский вал, Грузинский переулок, улицы Большая Грузинская и Малая Грузинская.